# Équipe d'Allemagne des moins de 17 ans de football
Cet article traite de l'équipe masculine. Pour l'équipe féminine, voir Équipe d'Allemagne féminine de football des moins de 17 ans.
Maillots
L'équipe d'Allemagne de football des moins de 17 ans est constituée par une sélection des meilleurs joueurs allemands de moins de 17 ans sous l'égide de la Fédération allemande de football. L'équipe a remporté trois fois le championnat d'Europe des moins de 17 ans.

## Parcours enChampionnat d'Europe
| - 1982 : Finaliste - 1984 : Vainqueur - 1985 : 1er tour - 1986 : Non qualifiée - 1987 : 1er tour - 1988 : 4e - 1989 : Non qualifiée - 1990 : 1er tour - 1991 : Finaliste - 1992 : Vainqueur - 1993 : Non qualifiée - 1994 : 1er tour - 1995 : 3e - 1996 : Quarts-de-finale - 1997 : 3e - 1998 : Non qualifiée - 1999 : 3e - 2000 : Quarts-de-finale - 2001 : Quarts-de-finale - 2002 : Quarts-de-finale - 2003 : Non qualifiée - 2004 : Non qualifiée |  | - 2005 : Non qualifiée - 2006 : 4e - 2007 : 5e - 2008 : Non qualifiée - 2009 : Vainqueur - 2010 : Non qualifiée - 2011 : Finaliste - 2012 : Finaliste - 2013 : Non qualifiée - 2014 : 1er tour - 2015 : Finaliste - 2016 : Demi-finaliste - 2017 : Demi-finaliste - 2018 : 1er tour - 2019 : 1er tour - 2020 - 2021: Editions annulées - 2022 : Quarts-de-finale - 2023 : Vainqueur - 2024 : Non qualifiée |

## Parcours enCoupe du monde
| - 1985 : Finaliste - 1987 : Non qualifiée - 1989 : Non qualifiée - 1991 : Quarts de finale - 1993 : Non qualifiée - 1995 : 1er tour - 1997 : 4e - 1999 : 1er tour - 2001 : Non qualifiée - 2003 : Non qualifiée |  | - 2005 : Non qualifiée - 2007 : 3e - 2009 : Quarts de finale - 2011 : 3e - 2013 : Non qualifiée - 2015 : Huitièmes de finale - 2017 : Quarts de finale - 2019 : Non qualifiée - 2023 : Vainqueur |

## Anciens joueurs
- Marcel Witeczek
- Christian Fiedler
- Fabian Ernst
- Raphael Schäfer
- Sebastian Kehl
- Christian Wetklo
- Sebastian Deisler
- Steffen Hofmann
- Florian Kringe
- Thomas Hitzlsperger
- Florian Heller
- Roman Weidenfeller
- Markus Feulner
- Michael Fink
- Andreas Hinkel
- Andreas Görlitz
- Konstantin Rausch
- Alexander Esswein
- Sebastian Rudy
- Toni Kroos
- Bodo Illgner
- Kai Havertz